# 羅斯·達文波特
羅斯·達文波特（英語：Ross Davenport；1984年5月23日—）是一位英國游泳運動員。在2006年英聯邦運動會上，他獲得了兩塊金牌和一塊銀牌。他也代表英國參加了2012年奧運會的賽事。